# Gmina związkowa Eich
Gmina związkowa Eich (niem. Verbandsgemeinde Eich) – gmina związkowa w Niemczech, w kraju związkowym Nadrenia-Palatynat, w powiecie Alzey-Worms. Siedziba gminy związkowej znajduje się w miejscowości Eich.

## Podział administracyjny
Gmina związkowa zrzesza pięć gmin wiejskich:
1. Alsheim
2. Eich
3. Gimbsheim
4. Hamm am Rhein
5. Mettenheim